# 珀爾什科韋尼鄉
44°18′N 24°14′E / 44.300°N 24.233°E
珀爾什科韋尼鄉（羅馬尼亞語：Comuna Pârșcoveni, Olt），是羅馬尼亞的鄉份，位於該國南部，由奧爾特縣負責管轄，面積29平方公里，海拔高度129米，2007年人口3,164，人口密度每平方公里110人。